# Ubisoft Vancouver
Ubisoft Vancouver (ранее известна как Action Pants Inc.) — компания, специализирующаяся на разработке компьютерных игр. Размещается в городе в Ванкувер, Канада; является дочерним предприятием французской компании Ubisoft.

## История компании
Компания Ubisoft Vancouver первоначально носила название Action Pants Inc. и была основана в 2006 году тремя бывшими сотрудниками EA Canada — Саймоном Эндрюсом (англ. Simon Andrews), Ником Палмером (англ. Nik Palmer) и Омаром Аль-Хафа (англ. Omar Al-Khafaji).
3 февраля 2009 года было объявлено о поглощении Action Pants Inc. компанией Ubisoft и перемене названия на Ubisoft Vancouver. Таким образом, в данный момент Ubisoft Vancouver является третьим дочерним предприятием Ubisoft в Канаде (другие — Ubisoft Montreal, основанная в 1997 году и Ubisoft Quebec, основанная в 2005 году). Основной специализацией ванкуверского филиала является создание игр для игровых консолей.
Выход первой игры компании, аркадного футбольного симулятора для приставки Wii — Academy of Champions: Soccer — состоялся 3 ноября 2009 года. Вторая игра Ubisoft Vancouver, представленная в жанре реалистичного футбольного симулятора «без правил» — Pure Futbol — была выпущена 1 июня 2010 года для консолей Xbox 360 и PlayStation 3.

## Разработанные игры
- 2009 — Academy of Champions: Soccer (Wii, также в разработке версия для Nintendo DS)[9][11]
- 2010 — Pure Futbol (Xbox 360, PlayStation 3)[10][9]